# Malcesine
Malcesine je obec (město) v provincii Verona v italském regionu Benátsko. Nachází se cca 120 kilometrů severozápadně od Benátek a asi 40 kilometrů severozápadně od Verony. Leží na břehu Gardského jezera.

## Hlavní památky
Dominantou městečka je hrad Castello Scaligero s opevněním ze 13. století a starou středověkou věží. Na území hradu byly nalezeny pozůstatky etruských hrobů. Opevnění hradu vybudoval rod Scaligerů, který v oblasti vládl v průběhu 13. století.
Dále se v městečku nachází kostelík svatého Štěpána (8. století) a kostel Santa Maria di Navene (11. století).
V roce 1786 zde vyslýchali Goetheho na místní radnici ohledně podezření ze špionáže, neboť si kreslil skici hradu. Goethe na tento incident vzpomíná ve svém díle o cestě do Itálie.
Za Malcesine se zvedá 2218 metrů vysoká hora Monte Baldo. Lanovka na ni vyváží turisty do výšky 1750 metrů nad mořem. Z toho místa je pak možné pokračovat pěší túrou na vrcholek hory.